# Tarunius punctatus
Tarunius punctatus es una especie de coleóptero de la familia Monotomidae.

## Distribución geográfica
Habita en Sikkim (India).